# Bella, ricca, lieve difetto fisico, cerca anima gemella
Bella, ricca, lieve difetto fisico, cerca anima gemella è un film del 1973 diretto da Nando Cicero.

## Trama
Michele, sposato con Rosaria, è un distinto partenopeo che "per mestiere" contatta donne facoltose sole facendo loro credere di volerle sposare per farsi dare del denaro con cui sparire. Con questo metodo nutre la sua famiglia.
Ma la cosa non appare sempre tra le più semplici: infatti il testo degli annunci con cui cerca le sue vittime è: "Bella, ricca, lieve difetto fisico, cerca anima gemella". Le donne che incontra hanno tutte un "difetto". Una anziana vedova si rivela essere una pericolosa cannibale; una formosa macellaia è costretta ad esibirsi in poderosi peti.
Infine conosce Paola, una donna bella e apparentemente normale che, però, nasconde un segreto: infatti, in Svizzera, cambierà sesso e giunta a Napoli avrà un rapporto con Rosaria e la metterà incinta.